# Optikerloven
Bekendtgørelse af lov om optikere (i daglig tale blot Optikerloven) var indtil 1. januar 2007 den lov, hvori optikernes (optometristernes) og kontaktlinseoptikernes (kontaktlinseoptometristernes) virke samt autorisations- og videreuddannelsesbestemmelser var beskrevet.
1. januar 2007 blev Optikerloven afløst af Autorisationsloven – Lov om autorisation af sundhedspersoner og om sundhedsfaglig virksomhed – hvor optikeres og kontaktlinseoptikeres virke samt autorisations- og videreuddannelsesbestemmelser beskrives i § 67-69.

## Eksterne kilder og henvisninger
- Bekendtgørelse af 18. maj 1994 af lov om optikere (gældende indtil 1. januar 2007)
- Bekendtgørelse af 22. maj 2006 af lov om autorisation af sundhedspersoner m.m., § 67-69 (gældende siden 1. januar 2007)